# Armoire (mobilier liturgique)
 (février 2020).
Le contenu est difficilement compréhensible vu les erreurs de traduction, qui sont peut-être dues à l'utilisation d'un logiciel de traduction automatique.

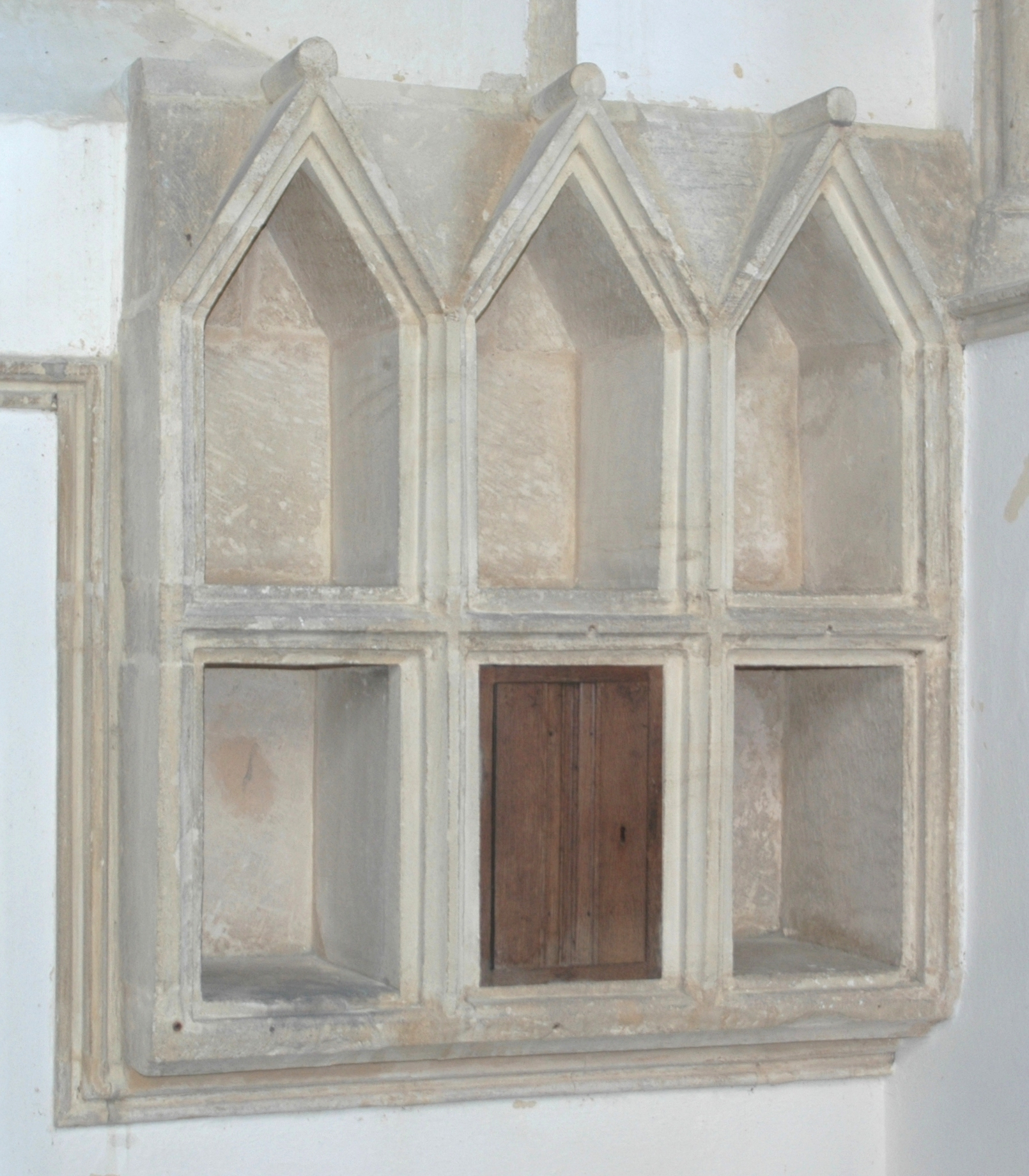
Armoire encastrée du milieu du XIIIe siècle à l'église St Matthew, Langford, Oxfordshire, Angleterre

Une armoire liturgique (ou armaire, aumaire, aumoire, aulmare, de la forme médiévale almarium, cf. le latin armārium, « lieu pour garder les outils ») est un meuble encastré dans le mur d'une église chrétienne pour ranger des vases et des vêtements sacrés. Elle peut être placée près de la piscine, mais se trouve le plus souvent du côté opposé.
Les objets conservés dans une armoire comprennent les calices et autres vases ainsi que les articles pour le sacrement chrétien, c'est-à-dire les éléments consacrés de l'Eucharistie. Cette dernière utilisation était peu fréquente dans les églises pré-Réforme, bien qu'elle soit connue en Écosse, en Suède, en Allemagne et en Italie. Plus généralement, les éléments utilisés pour la Sainte-Cène étaient conservés dans une pyxide, généralement suspendue devant et au-dessus de l'autel. Cette fonction est ensuite revenue au tabernacle. 
Dans l'Église catholique romaine, à la suite de la Réforme et des réformes tridentines, les objets sacrés n'étaient plus entreposés dans les armoires liturgiques. Néanmoins, quelques-unes ont été utilisées pour abriter l'huile pour l'Onction des malades. 
De nos jours, le rangement dans une armoire est désormais interdit dans une Église catholique romaine, les éléments consacrés sont rangés dans un tabernacle ou un pyxide suspendu.[citation nécessaire]
Les Églises réformées ayant abandonné la conception sacralisante des objets utilisés pour le Culte, ces armoires sont devenues superflues mais peuvent  être utilisées comme du mobilier commun, pour le rangement.   
Cependant, dans l'église épiscopalienne écossaise depuis le XVIIIe siècle et dans d'autres églises anglicanes depuis le XIXe siècle (à la suite du renouveau tractarien), l'usage des armoires liturgiques est redevenu courant. Dans l'Église d'Angleterre, les objets du sacrement sont ainsi répartis dans quarante-quatre cathédrales, ainsi que dans de nombreuses églises paroissiales. Ils demeurent néanmoins très rares parmi les églises de tradition évangélique. Le rangement dans le Tabernacle est assez courant dans l'Église épiscopale des États-Unis, l'Église anglicane d'Australie, l'Église anglicane d'Aotearoa, en Nouvelle-Zélande et en Polynésie, l'Église anglicane d'Afrique australe, ainsi que dans l'Église anglicane du Canada (mais avec différents degrés de vénération, selon la paroisse).   

La fonction de l'armoire liturgique est donc désormais étroitement liée au caractère sacré ou non qui est attaché aux objets utilisés au cours d'une célébration.  

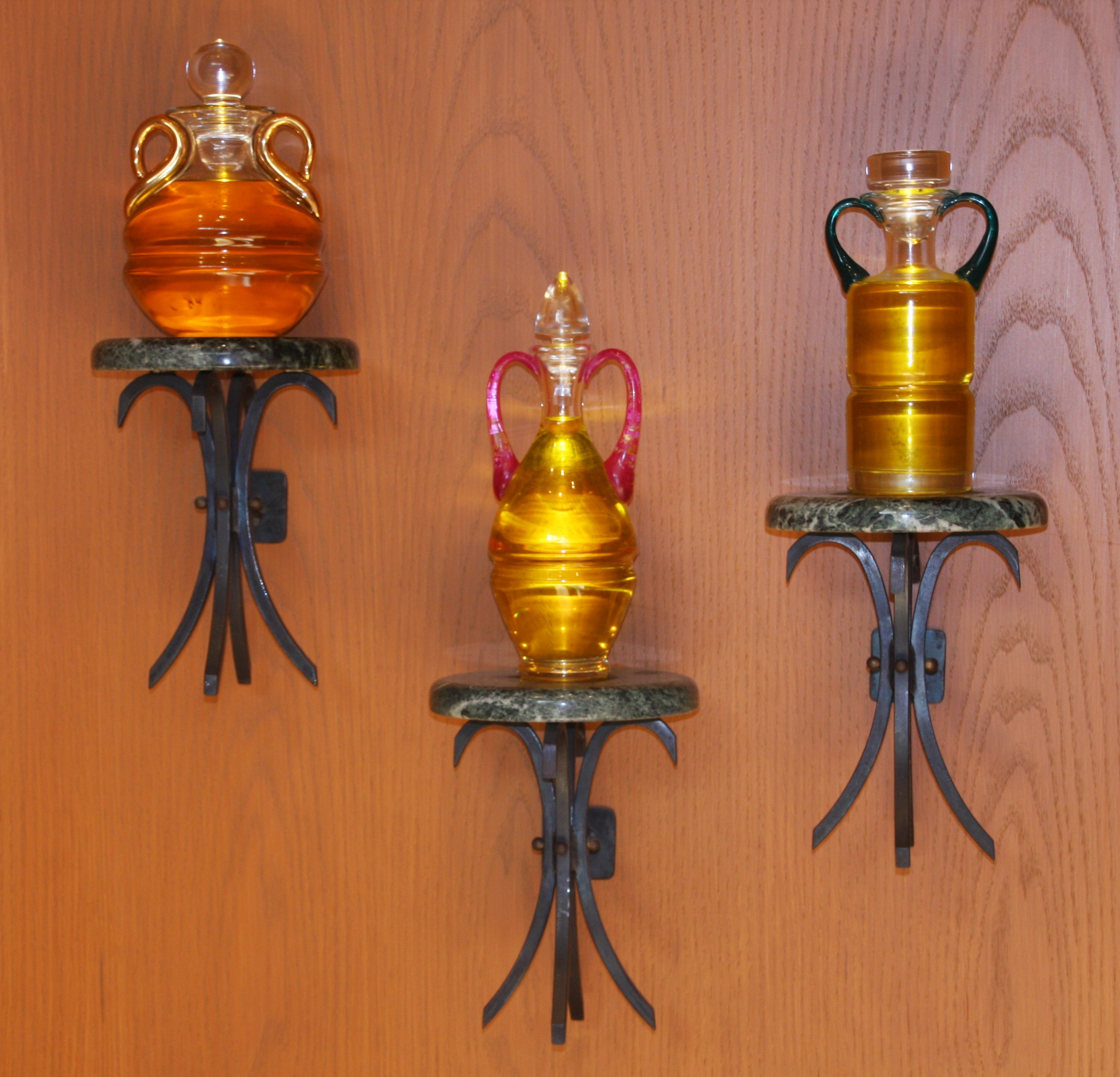
Armoire contenant des récipients pour l'huile sainte: chrisme, huile de catéchumènes et l'Onction des malades.

## Usage catholique romain
Dans l'usage catholique romain, cette armoire se trouve traditionnellement dans le sanctuaire (comme dans la zone de l'autel) d'une église ou dans le baptistère. Elle est employée pour stocker les huiles utilisées dans les sacrements: huile de catéchumènes (indiquée par les lettres latines OC), Onction des Malades (OI) et Sacre Chrétien (SC). 
Les anciens règlements exigeaient qu'elle soit sécurisés et verrouillée. L'armoire devait également être doublée et voilée d'un tissu violet (en référence à l'huile des malades) ou blanc (pour le sacre chrétien). La porte était généralement marquée "OS" ou Olea Sancta, pour indiquer le contenu. Ces règles ont été assouplies de sorte que, si de nombreuses églises continuent à utiliser de telles armoires, les huiles peuvent aujourd'hui être stockées et exposées différemment.

## Églises anglicanes
Selon Ritual Notes, le manuel anglo-catholique des rites et des cérémonies, les armoires sont préférées aux tabernacles dans les églises de certains diocèses sur ordre de l'évêque diocésain. Ces armoires devraient alors en principe, se conformer aux mêmes exigences que pour les tabernacles. Il devrait ainsi toujours y avoir lumière allumée et l'armoire devrait être recouverte d'un voile. L'huile servant a l'Onction des malades devrait, par exemple, se trouver dans une petite armoire maintenue verrouillée, doublée de soie violette et recouverte d'un voile de même couleur. L'inscription oleum sacrum devrait également apparaître sur la porte de l'armoire. Il est à noter que le prêtre peut être autorisé à garder l'huile sainte des malades à son domicile lorsqu'il réside loin de l'église. 

## Voir également

### Sources
- Archdale A. King et Cyril E. Pocknee, Eucharistic Reservation in the Western Church, New York, Sheed and Ward, 1965 (ISBN 0-264-65074-3)
- Halsbury's Laws of England, vol. Ecclesiastical Law, fourth